# Danylo Radchenko
Danylo Radchenko (ukrainisch Данило Радченко, Transkription: Danylo Radtschenko, wiss. Transliteration Danylo Radčenko) ist ein ukrainischer Mathematiker, der an der Universität Lille arbeitet.

## Leben
Radchenko promovierte 2016 bei Don Zagier an der Universität Bonn mit einer Arbeit "Higher cross-ratios and geometric functional equations for polylogarithms". Er war danach am International Centre for Theoretical Physics in Triest, am Max-Planck-Institut für Mathematik in Bonn und an der ETH Zürich.
Zu seinen Forschungsinteressen gehören Modulformen, Fourier-Analyse und geometrische Optimierung. Er erhielt 2024 den EMS-Preis für „the construction of optimal spherical designs and his seminal input in the new field of Fourier interpolation, as well as for his fundamental contributions to the theory of polylogarithms“ (die Konstruktion optimaler sphärischer Blockpläne und seinen fruchtbaren Beitrag zum neuen Gebiet der Fourier-Interpolation, sowie seine grundlegenden Beiträge zur Theorie der Polylogarithmen).

## Schriften (Auswahl)
- mit A. Bondarenko, M. Viazovska: Optimal asymptotic bounds for spherical designs. Ann. Math. (2) 178, No. 2, 443–452 (2013).
- mit H. Cohn, A. Kumar, S. D. Miller, M. Viazovska: The sphere packing problem in dimension 24. Ann. Math. (2) 185, No. 3, 1017–1033 (2017).
- mit M. Viazovska: Fourier interpolation on the real line. Publ. Math., Inst. Hautes Étud. Sci. 129, 51–81 (2019).
- mit H. Cohn, A. Kumar, S. D. Miller, M. Viazovska: Universal optimality of the E8 and Leech lattices and interpolation formulas. Ann. Math. (2) 196, No. 3, 983–1082 (2022).
- mit S. Charlton, H. Gangl, D. Rudenko: On the Goncharov depth conjecture and polylogarithms of depth two. Sel. Math., New Ser. 30, No. 2, Paper No. 27, 7 p. (2024).

## Links
- Website